# Белошейный аист
Белоше́йный а́ист (лат. Ciconia episcopus) — вид птиц из семейства аистовых.

## Описание
Белошейный аист длиной от 80 до 90 см. На голове у птицы чёрная шапка. От шеи и затылка вплоть до передней области груди у них белое пушистое оперение. Остальное оперение преимущественно чёрное с красноватыми оттенками цвета на плечах, кроме белого оперения живота и белых нижних перьев хвоста. Кроющие перья крыльев тёмно-зелёного цвета.

## Образ жизни
Белошейный аист встречается в парах или в маленьких группах вблизи водоёмов. Он питается рыбой, лягушками и жабами, змеями и ящерицами, а также беспозвоночными животными.

## Подвиды
Выделяют два подвида:
- Ciconia episcopus episcopus обитает в Индии, Индокитае и на Филиппинах
- Ciconia episcopus neglecta — о. Ява и линия Уоллеса